# Burgersdorp
Burgersdorp är en stad i Gariep i distriktet Joe Gqabi belägen i Östra Kapprovinsen i Sydafrika. 2011 hade staden 5 241 invånare. Det politiska partiet Afrikaner Bond bildades i Burgersdorp 1881.

## Ortnamnet
Många städer i Sydafrika är uppkallade efter en person, men Burgersdorp uppkallades passande nog efter många människor: alla dess invånare. Stadens medborgare är vad Burgersdorp betyder, och det var precis så det startades - på initiativ av 300 afrikanderfamiljer.

## Historia
Burgersdorp, den äldsta staden i norra östra Kapprovinsen, grundades på gården Klipfontein 1846. Invånarna blev avundsjuka på andra städer i Karoo, eftersom de var skyddade i en dal nedanför Stormbergen och hade ett något mildare klimat och de hade dessutom tillgång till eget vatten från Stormberg Spruit. De familjer som först kom hit fick tillstånd av det nederländska reformerta kyrkorådet i Graaff-Reinet att inrätta en egen församling. Stadens mest imponerande symbol är dess kyrka, som stod färdig 1912 och är byggd av sandsten.
År 1860 startade församlingsbor som hade lämnat den nederländska reformerta kyrkan ett nytt samfund, Gereformeerde Kerk. De bjöd in pastor Dirk Postma, från Rustenburg, att starta en församling. Nio år senare inrättade Postma också ett seminarium. Inrymt i ett uthus bakom prästgården på Piet Retief Street blev detta det teologiska seminariet för den reformerta kyrkan i Sydafrika. 1905 flyttades seminariet till Potchefstroom, där det senare blev Potchefstroom University for Christian Higher Education. Postma, en stark förespråkare för Christian National Education – som en dag skulle undervisas i de flesta sydafrikanska skolor – blev en av de första rektorerna. Burgersdorp blev centrum för en stark rörelse för att få nederländska erkänt som officiellt språk.
Afrikaner Bonds kongresser hölls i staden och 1882 och efter 25 år av kamp för att deras språk skulle erkännas, uppnådde de detta mål. För att fira segern uppfördes ett Taalmonument (språkmonument). Pengar samlades in från hela landet och monumentet presenterades 1893. Statyn visar en kvinna som pekar med fingret mot en skrivtavla som hon håller i den andra handen.
Statyn skadades under andra boerkriget, och efter kriget såg Lord Milner till att den togs bort. En replik gjordes och uppfördes 1907, men originalet - som saknade huvud och en arm - dök upp i King William's Town 1939. Nu står de två statyerna sida vid sida på Burger Square.
Ett minnesmärke över stadsbor som dog under boerkrigen avtäcktes 1908 av krigshjälten, general Jacobus Herculaas de la Rey. Striderna, som ägde rum nära Burgersdorp, i slutet av 1899, var slaget vid Stormberg. Tillsammans med två andra slag där britterna led nederlag – slagen vid Colenso och Magersfontein – bidrog till det som blev känt som 'Svarta veckan'.
I slaget vid Stormberg kämpade en kommandostyrka på 400 boer mot en mycket större brittisk styrka och tog därefter Burgersdorp i besittning. Fyra månader senare ockuperades staden emellertid av britterna och många av rebellerna hölls fångna i det gamla fängelset, byggt 1861.

## Sevärdheter
Med utsikt över staden från norr finns ett blockhus från andra boerkriget som heter The Sentinel (Vaktposten), ett i en rad fort som Lord Kitchener lät bygga mot slutet av kriget. Det liknar stilen i Wellington och Laingsburg. Raden av fort sträckte sig från Queenstown, via Molteno och Burgersdorp, till Bethulie. The Sentinel är från 1939 provincial heritage site. Trots sin betydelse i afrikandernas historia har staden också en anmärkningsvärd skulptur tillägnad deras tidigare fiende, Viktoria av Storbritannien.

## Galleri

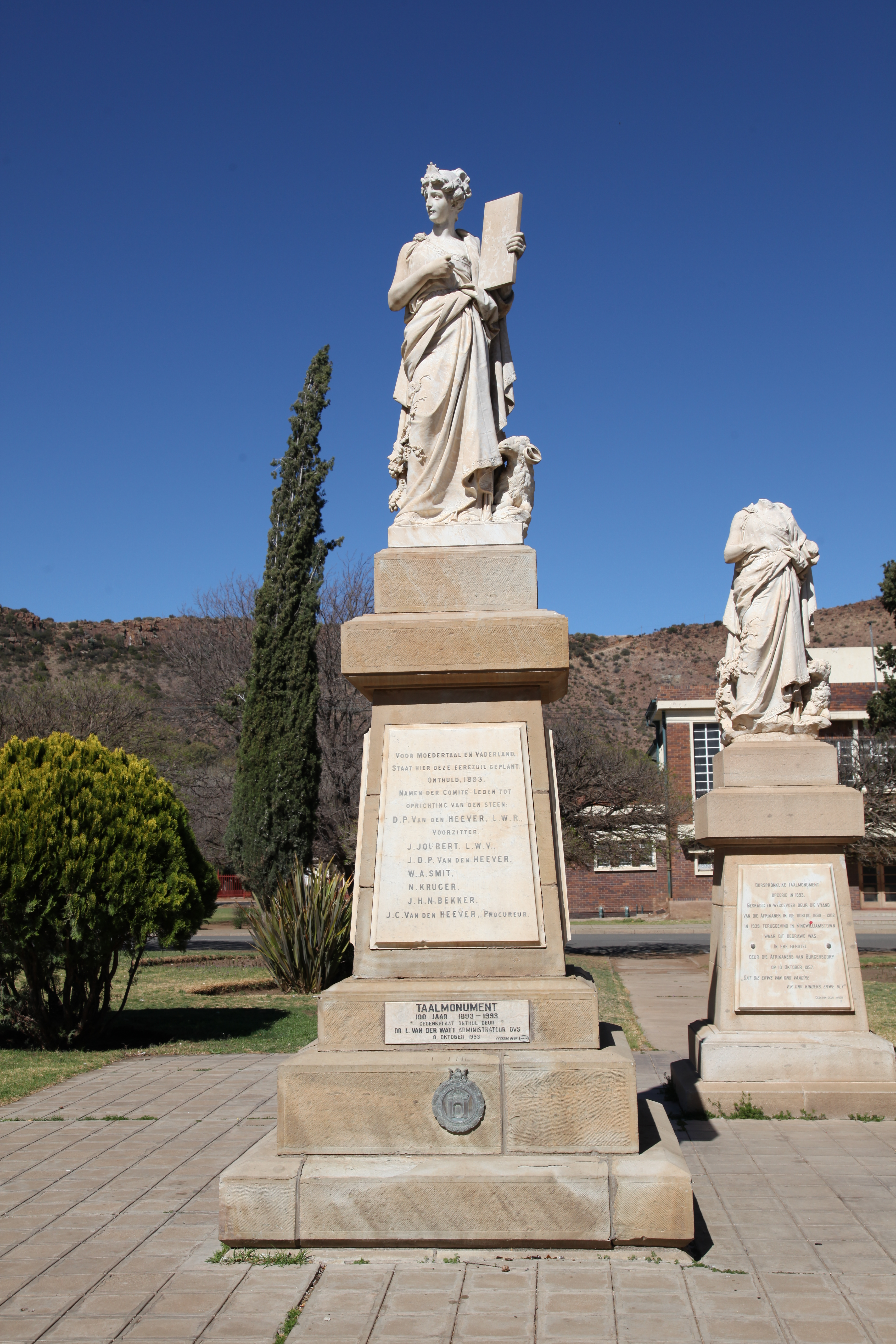
Kopian (vänster) och originalet (höger) av Nederländska språkmonumentet
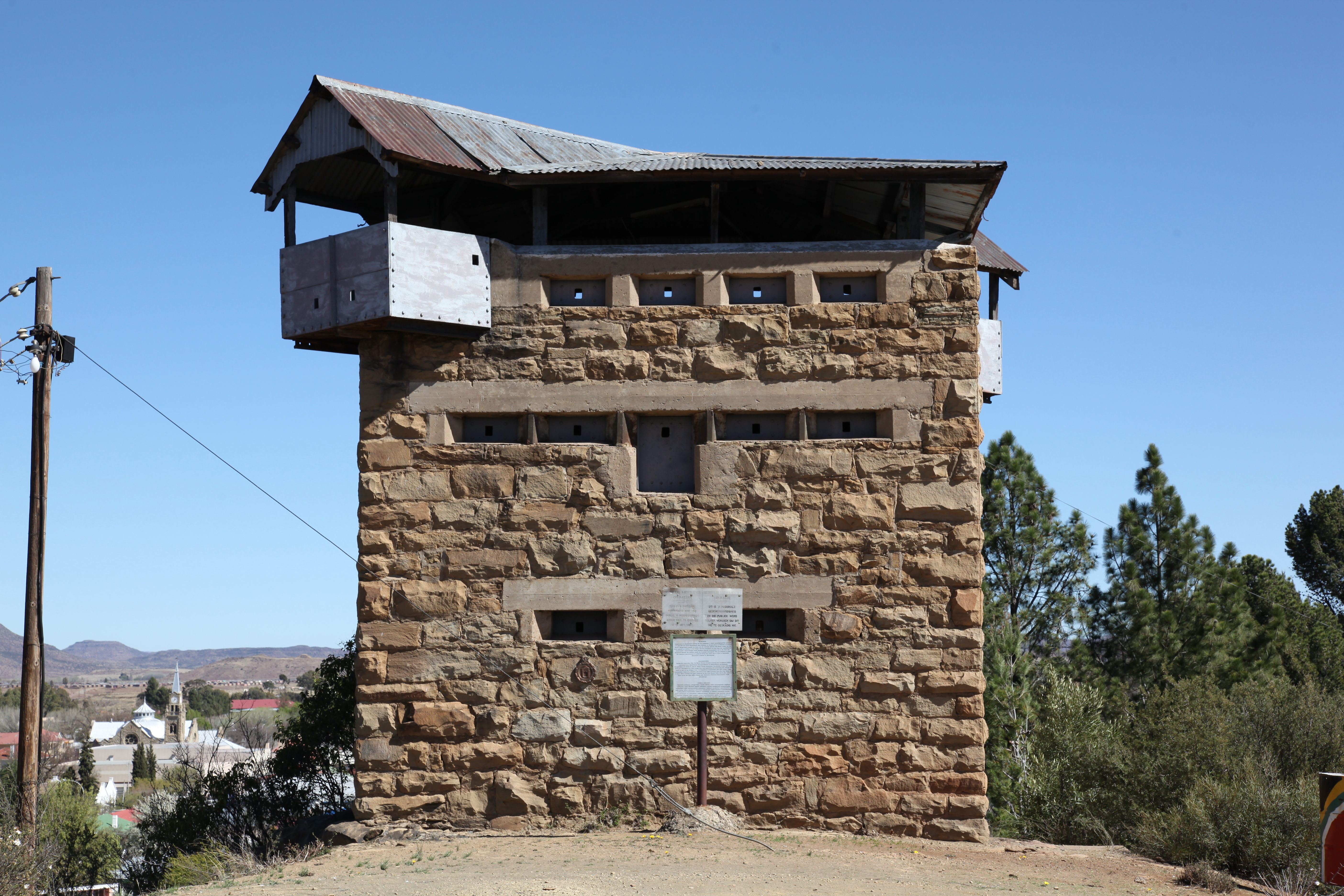
Blockhuset Sentinel
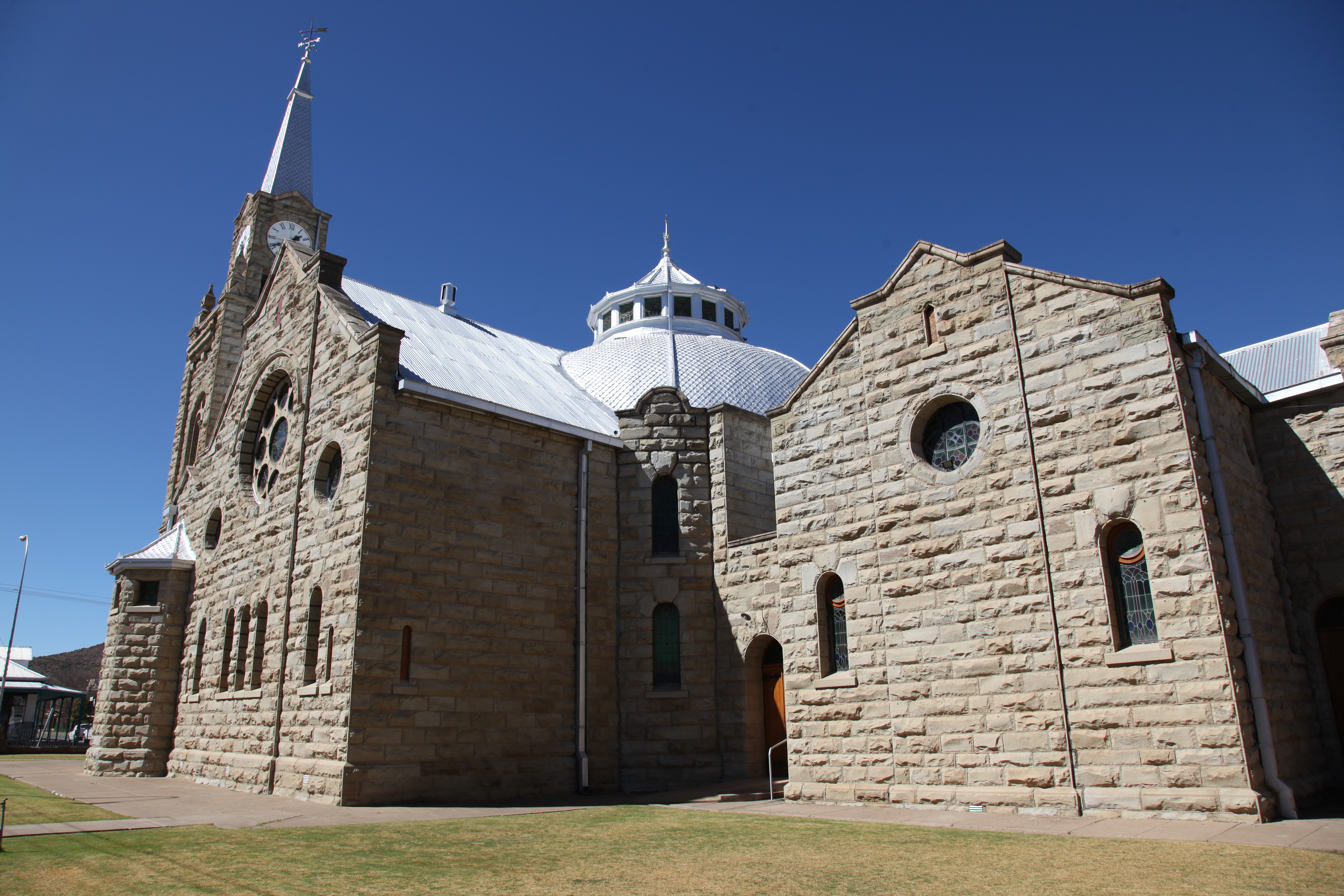
Nederländska reformerta kyrkan